# マン・マウンテン・ディーン
マン・マウンテン・ディーン（Man Mountain Dean、1891年6月30日 – 1953年5月29日）は、アメリカ合衆国のプロレスラー、俳優。本名はFrank Simmons Leavitt。

## 経歴

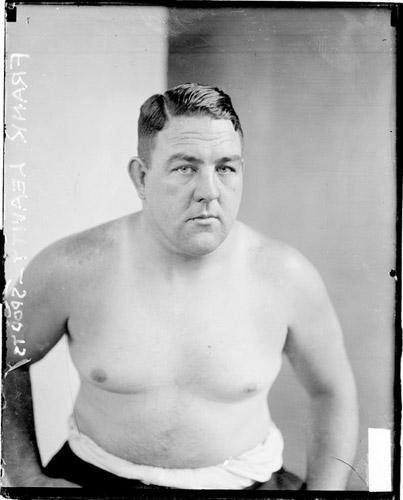
1924年のディーン。シカゴにて

1891年、ニューヨークに生まれる。少年時代から大柄な体格で、14歳のときに年齢を偽って軍隊へ入隊できたほどであった。第一次世界大戦に従軍し、そこでレスラーとしての経歴をスタートさせる。当時のリングネームは「Soldier Leavitt」だった。
1921年にNFLのニューヨーク・ジャイアンツ（New York Brickley Giants）のフットボール選手として活動した。
プロレスラーとして活躍し始めた1920年代当初はリングネームを「Hell's Kitchen Bill-Bill」（デイモン・ラニアンの小説から）とするが、結局「Stone Mountain」とした。一時怪我をして警察の職に就き、そこで妻となるドリス・ディーンに出会った。彼女の提案により、よりアングロサクソン的なリングネームである「マン・マウンテン・ディーン」に改名した。こうして、身長180cm以上、体重135kg以上の巨体とあごひげを持つ印象的なプロレスラー像が確立された。
1920年代後半から30年代に大いに活躍し、ドイツでもサーキットした。アリ・ババ、ジム・ロンドス、ルー・テーズなどと並びトップレスラーの一人と見なされた。ファイトマネーは1試合1500ドルに達した。怪力・巨漢のレスラーとして知られ、日系人のあいだでも「人間の山男」と呼ばれた。ハワイでは日本人レスラーの志熊俊一（キラー・シクマ）とも対戦し、現地の日系人を湧かせた。1937年にレスラーを引退。
イギリスでチャールズ・ロートンに招かれたことから、その後俳優としても活躍し、無軌道行進曲（1935年）や豪傑ブラウン（The Gladiator）に本人役で出演した。計12作品でさまざまな役を演じた。
レスラーを引退したのちは政治家を目指すが頓挫。その後、高齢にもかかわらず第二次世界大戦に曹長の階級で従軍した。1953年にジョージア州Norcrossにて心臓病により死去。